# Fado
Fado (portugalska izgovorjava: [ˈfaðu]; »usoda«) je portugalska glasbena zvrst. ki je znana od zgodnjega 19. stoletja v Lizboni, vendar ima verjetno veliko zgodnejši izvor. Zgodovinar in poznavalec fada Rui Vieira Nery pravi, da so se »edine zanesljive informacije o zgodovini fada prenašale ustno in segajo v najboljšem primeru v 20-ta in 30-ta leta 19. stoletja. Toda tudi te informacije so se med prenašanjem iz generacije v generacijo, po zaslugi katerega so prišle do nas danes, pogosto spreminjale.«
Čeprav je izvor težko izslediti, se danes fado običajno obravnava preprosto kot oblika pesmi, ki je lahko o čemer koli, vendar mora slediti določeni tradicionalni strukturi. Po pogostem prepričanju je fado oblika glasbe, za katero so značilne otožne melodije in besedila, pogosto o morju ali življenju revnih, prežeta z občutkom resignacije, usode in melanholije. To je ohlapno zajeto s portugalsko besedo saudade – »hrepenenje«, ki simbolizira občutek izgube (trajne, nepopravljive izgube in njene posledične škode za vse življenje). Temu podoben je značaj več glasbenih zvrsti iz nekdanjih portugalskih kolonij, kot je morna z Zelenortskih otokov, ki je morda zgodovinsko povezana s fadom v njegovi prvotni obliki in je ohranila njegovo ritmično dediščino. To povezavo z glasbo zgodovinskega portugalskega mestnega in pomorskega proletariata (mornarji, boemi, pristaniški delavci, prostitutke, obiskovalci pivnic, pristaniški trgovci, prodajalke rib in drugi ljudje iz delavskega razreda) je mogoče najti tudi v brazilski modinhi in indonezijskem kroncongu, čeprav vsi te glasbene zvrsti so kasneje razvile svoje neodvisne tradicije.
Nekateri znani izmed številnih pevk in pevcev fada so Alfredo Marceneiro, Amália Rodrigues, Carlos do Carmo, Mariza, António Zambujo in Camané. 27. novembra 2011 je bil fado vpisan na Unescov seznam nesnovne kulturne dediščine. Je ena od dveh portugalskih glasbenih tradicij na seznamu; druga je cante alentejano.

## Etimologija
Beseda fado verjetno izhaja iz latinske besede fatum (»usoda«, »božanski izrek«, »smrt«). Beseda je povezana s samo glasbeno zvrstjo, čeprav sta oba pomena v obeh jezikih približno enaka. Kljub temu se veliko pesmi poigrava z dvojnim pomenom besede, na primer pesem Amálie Rodrigues Com que voz, ki vključuje verz Com que voz chorarei meu triste fado (»S kakšnim glasom naj objokujem svojo žalostno usodo/pojem svoj žalostni fado?«).
Angleško-latinski izraz vates, skandinavski fata (»komponirati glasbo«) in francosko ime fatiste (prav tako pomeni »pesnik«) so bili povezani z izrazom fadista.

## Zgodovina
Fado se je pojavil v zgodnjem 19. stoletju v Lizboni in domneva se, da izvira iz boemskih predelov prestolnice, kot so okrožja Bairro Alto, Mouraria in Alfama. Popolnoma drugačno teorijo o izvoru fada je zagovarjal brazilski glasbeni kritik José Ramos Tinhorão, ki je dejal, da so fado na Portugalsko prinesli roke in obrt brazilskega glasbenika mešane rase po imenu Domingos Caldas Barbosa sredi 18. stoletja. Obstajajo številne teorije o izvoru fada. Nekateri iščejo izvor ali vplive v srednjeveški cantigas de amigo (pesem prijatelja), nekateri kažejo na starodavni mavrski vpliv, drugi pa kažejo na napeve (zasužnjenih) Afričanov, ki plujejo po morju, vendar nobena ni dokončna. Verjetno se je razvil in oblikoval iz mešanice več starejših glasbenih zvrsti.
Izvajalci fada so bili sredi 19. stoletja predvsem iz mestnega delavskega razreda, in sicer mornarji, boemi in kurtizane v priljubljenih gostilnah, ki niso samo pele, temveč tudi plesale in izvajale ritem na fado. V drugi polovici 19. stoletja so plesni ritmi zamrli, nastopajoči pa so postali le še pevci (fadisti).
Fadistka iz 19. stoletja Maria Severa, napol Ciganka, ki so jo nekateri takrat imeli za škandalozno, je bila umetnica, ki je ta žanr proslavila.
Pred kratkim je bila Amália Rodrigues, znana kot Rainha do Fado (Kraljica fada) najbolj vplivna pri popularizaciji fada po vsem svetu. Današnje predstave fada lahko spremlja godalni kvartet ali celoten orkester.

## Muzikološki vidiki
Fado običajno uporablja dorsko ali jonsko lestvico (naravni dur); včasih preklaplja iz enega v drugega ob menjavi melodije ali verza. Posebna slogovna značilnost fada je uporaba rubata, kjer se glasba na koncu fraze ustavi in pevec drži noto za dramatičen učinek. Glasba uporablja dvojni takt in trojni takt (slog valčka).

## Različice
Obstajata dve glavni različici fada, in sicer tisti iz mest Lizbona in Coimbra. Lizbonski slog je bolj znan, med drugim zaradi popularnosti Amálie Rodrigues, coimbrski slog pa je tradicionalno povezan z mestno univerzo in slogom srednjeveških serenadnih trubadurjev. Sodobni fado je priljubljen na Portugalskem in je ustvaril veliko priznanih glasbenikov.

### Coimbrski fado
Ta fado je tesno povezan z akademsko tradicijo Univerze v Coimbri in ga pojejo izključno moški; tako pevci kot glasbeniki so oblečeni v akademsko obleko (traje académico): temno haljo, ogrinjalo in gamaše. Izhaja iz trubadurske tradicije srednjega veka, pojejo jo ponoči, skoraj v temi, na mestnih trgih ali ulicah. Značilni prizorišči sta stopnice samostana Santa Cruz in stare stolnice. Prav tako je običaj organizirati serenade, kjer se pesmi izvajajo pred oknom ženske, ki ji dvorijo.
Tako kot lizbonskega tudi coimbrski fado spremljata portugalska kitara in viola (vrsta kitare). Kitara iz Coimbre se je razvila v glasbilo, ki se razlikuje od tistega iz Lizbone, z lastno uglasitvijo, barvo zvoka in konstrukcijo. Artur Paredes, progresivni in inovativni pevec, je revolucioniral uglaševanje kitare in njen slog spremljave za coimbrski fado. Artur Paredes je bil oče Carlosa Paredesa, ki je šel po očetovih stopinjah in razširil njegovo delo, zaradi česar je portugalska kitara postala glasbilo, znano po vsem svetu.
V 50-ih letih 20. stoletja je novo gibanje vodilo coimbrske pevce, da so sprejeli balado in folkloro. Začeli so interpretirati vrstice velikih pesnikov, tako klasičnih kot sodobnih, kot obliko upora proti Salazarjevi diktaturi. V tem gibanju so imela imena, kot sta Adriano Correia de Oliveira in José Afonso (Zeca Afonso), vodilno vlogo v popularni glasbi med portugalsko revolucijo leta 1974.
Nekateri izmed najbolj znanih coimbrskih fadov so: Fado Hilário, Saudades de Coimbra (»Do Choupal até à Lapa«), Balada da Despedida (»Coimbra tem mais encanto, na hora da despedida« – bolj kot naslovi pesmi so pogosto prepoznavni začetni verzi), O meu menino é d'oiro in Samaritana. Pomembna osebnost je Fernando Machado Soares, »sodnik-pevec«, ki je avtor nekaterih najbolj slavnih fadov.
Zanimivo je, da najbolj znan naslov, ki se nanaša na mesto Coimbra, ni coimbrski fado, ampak priljubljena pesem: Coimbra é uma lição, ki je dosegla uspeh v obliki priredb, kot je angleška April in Portugal.